# John Barrow (trener)
John Barrow – angielski piłkarz i trener, który uznawany jest za pierwszego trenera klubu piłkarskiego FC Barcelona. Na stanowisko został wybrany przez Hansa Gampera, a następnie zwolniony przez niego po 4 miesiącach z powodu słabych wyników drużyny.